# شنشور
شَنْشُور إحدى قرى مركز أشمون التابع لمحافظة المنوفية بجمهورية مصر العربية، ومن أعلامها: عبد الرزاق عفيفي نائب سابق لرئيس هيئة الإفتاء السعودية ورئيس سابق لجماعة أنصار السنة المحمدية ومناع بن خليل القطان مدير المعهد العالي للقضاء السعودي الأسبق وسمير رجب رئيس جريدة الجمهورية المصرية الأسبق وعبد الله بن محمد الشنشوري فقيه شافعي من علماء الأزهر في القرن العاشر الهجري.

## تاريخ القرية
ذكر محمد رمزي في كتابه القاموس الجغرافي للبلاد المصرية أن شنشور من القرى القديمة، حيث ذكرها ابن الجيعان في كتابه «التحفة السنية بأسماء البلاد المصرية»، أنها من الأعمال المنوفية، وأن مساحتها 2,867 فدان. كما ورد اسمها في «قوانين ابن مماتي» وفي «تحفة الإرشاد».
وذكر مرتضى الزبيدي في كتابه «تاج العروس» أنه زار القرية، فقال: «وشَنْشُور أخرى بالمنوفية، وقد دخلتها، ونُسِبَ إليها جماعة من المتأخرين». وذكر رمزي أنها وردت في دليل سنة 1224هـ/1809م «شنشور القمح» لشهرتها بزراعة الصنف الجيد من القمح في ذلك الوقت. وأنه في تاريخ سنة 1261هـ/1845م فُصلت ناحية من شنشور باسم «حصة شنشور»، ثم ألغيت سنة 1319هـ/1901م تلك الناحية، وأعيد ضمها إلى شنشور، فصارتا ناحية واحدة باسم «شنشور وحصتها».
ذكر علي باشا مبارك شنشور أيضًا في كتابه «الخطط التوفيقية»، وقال أنها قرية تابعة وقتئذ لمركز منوف بالمنوفية، وأن بها أربع جوامع وثلاث زوايا، وبيوتها بالآجر واللبن، وبها بعض مقامات الصالحين، ومساحتها 2,600 فدان، ولها سوق أسبوعي يقام يوم الخميس، ومهنة أهلها الزراعة.

## السكان
بلغ عدد سكان شنشور وحصتها 18,991 نسمة، حسب الإحصاء الرسمي لعام 2006.